# Hajar Raissouni
Hajar Raissouni (Larraix, Província de Larraix, 1991) és una periodista marroquina.
El setembre del 2019 fou condemnada pel Tribunal de Primera Instància de Rabat a un any de presó pels delictes d'avortament i de pràctica de relacions sexuals sense estar casada, la mateixa sentència aplicada a la seva parella, Refaat Alamin; uns delictes que són punibles amb presó segons el Codi Penal marroquí. El 31 d'agost va ser arrestada a la sortida d'una clínica de Rabat, amb el seu company. El ginecòleg, l'anestesiòleg i el secretari mèdic també van ser arrestats i processats per complicitat en l'avortament il·legal. El metge que li va practicar l'avortament va ser condemnat per la mateixa cort a dos anys de presó i dos més de prohibició d'exercici de la professió mèdica. A més d'aquestes tres condemnes en ferm, l'anestesista que va assistir al metge a l'avortament, va ser condemnat a un any de llibertat condicional, mentre que l'assistenta de la clínica on es van produir els fets ho va ser a vuit mesos, amb la sentència provisionalment en suspens.
Malgrat que el fiscal de Rabat assegura que la detenció del periodista no tenia "res a veure" amb la seva professió, Raissouni és neboda de dos homes coneguts i poc apreciats per les autoritats marroquines. El primer, Ahmed Raissouni, és un intel·lectual i ideòleg islamista reconegut al món àrab les posicions molt hostils amb el poder reial. El segon, Souleymane, redactor cap del diari en llengua àrab Akhbar Al Yaoum i de l'esquerra liberal, és conegut per les seves virulentes posicions contra les autoritats. Finalment, el seu cosí Youssef és secretari general de l'Associació Marroquina dels Drets Humans (AMDH). L'avi de Raissouni, Ahmed Ben Mohammed Raissouni, va ser un dels líders de la resistència de Jbalas contra els espanyols a la dècada de 1910.
Hajar Raissouni va créixer en una família conservadora, de pare pagès, que va morir el 2017, i mare mestressa de casa. Igual que la seva germana Youssra i els seus germans Amin, Montasser i Tayeb, Hajar va rebre una educació religiosa tradicional. Una actitud que la va portar a triar portar conscientment el hijab i, alhora, decidir sortir de la casa que l'havia vist créixer per complir el seu destí i els seus somnis. Després del batxillerat, el 2009 es va traslladar a Salé, i es va matricular a la Facultat de Ciències de Rabat. Després d'un títol de llicenciatura en matemàtiques, tria la seva futura trajectòria, el periodisme. Es va matricular a l'escola de dret i després a la ciència política, mentre publicava els seus primers articles a Al Ahdath Al Maghribia, un diari en llengua àrab marcat a l'esquerra. Aleshores, la noia es troba a prop del Moviment d'Unitat i Reforma (MUR) creat pel seu oncle Ahmed Raissouni. Es contracta a Attajdid, el diari del Partit Justícia i Desenvolupament (PJD, islamista) on treballa dos anys. Durant el 2015, Hajar es distancia del moviment i abandona Attajdid el 2016.
Periodista prometedora, dos dels seus articles es destaquen particularment. Un sobre immigració il·legal al nord del país, pel qual va rebre un premi el març del 2019. L'altre, realitzat aquest estiu, és una entrevista amb Ahmed Zefzafi, el pare de Nasser Zefzafi, líder del moviment Hirak, condemnat a vint anys de presó. Recentment, es va interessar pels nens del carrer, i preparava una investigació sobre la comunitat cristiana d'immigració subsahariana al Marroc.
Aficionada a la música, li agradava passar els estius a Barcelona amb la seva cosina, i la seva casa al Rif, la regió històricament rebel que va visitar durant les protestes de l'hivern de 2017.